# اندريا ريسبولي
اندريا ريسبولي (بالإيطالية: Andrea Rispoli)‏ (29 سبتمبر 1988 بكافا دي تيريني في إيطاليا - ) هو لاعب كرة قدم إيطالي في مركز الدفاع. شارك مع منتخب إيطاليا تحت 21 سنة لكرة القدم. أما مع النوادي، فقد لعب مع نادي بادوفا ونادي بارما ونادي باليرمو ونادي بريشيا ونادي ترنانا ونادي سامبدوريا ونادي ليتشي.

## روابط خارجية
- اندريا ريسبولي على موقع قاعدة بيانات كرة القدم.إي يو (الإنجليزية)
- اندريا ريسبولي على موقع Soccerway.com (الإنجليزية)